# Goldmantel-Baumkänguru

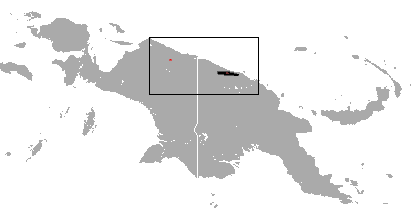
Verbreitungskarte des Goldmantel-Baumkängurus

Das Goldmantel-Baumkänguru (Dendrolagus pulcherrimus) ist eine Art aus der Familie der Kängurus (Macropodidae).

## Beschreibung
Das Fell weist eine kastanienbraune Färbung auf und ist am Bauch heller. Der Nacken, die Schultern, die Wangen und die Füße weisen eine gelbliche Fellfärbung auf. Die Ohren sind weiß. Zwei gelbe Streifen verlaufen am Rücken. Der lange Schwanz ist hell geringelt. Die Gesichtshaut ist rosafarben. Wegen der starken Ähnlichkeit wird die Art von manchen Autoren als eine Unterart des Goodfellow-Baumkängurus geführt.

## Verbreitung und Lebensraum
Das Goldmantel-Baumkänguru kommt endemisch in den Bergwäldern von Nordneuguinea vor. Das Hauptverbreitungsgebiet umfasst dabei das Torricelligebirge und das Fojagebirge.

## Gefährdung
Das Goldmantel-Baumkänguru gilt als die gefährdetste Art der Baumkängurus. Es ist bereits in weiten Teilen seines ursprünglichen Verbreitungsgebietes ausgerottet. In der Roten Liste der IUCN wird die Art als „vom Aussterben bedroht“ geführt.